# Phillip Pine
Phillip Pine (* 16. Juli 1920 in Hanford, Kalifornien; † 22. Dezember 2006 in Las Vegas, Nevada) war ein US-amerikanischer Schauspieler, Filmregisseur und Drehbuchautor.

## Leben und Karriere
Phillip Pine gab 1943 sein Broadway-Debüt in dem Theaterstück Counterattack, bei dem er zugleich als Assistent des Bühnenmanagers fungierte. Bis 1954 folgten weitere Auftritte in Broadway-Produktionen, unter anderem jeweils an der Seite eines damals noch weitgehend unbekannten James Dean in See the Jaguar und The Immoralist (letzteres eine Adaption von André Gides Roman Der Immoralist). 1945 war Pine erstmals in einer kleineren Rolle in einem Spielfilm zu sehen. Ab Ende der 1940er-Jahre stand er regelmäßig für Film- und Fernsehproduktionen vor der Kamera, sein filmisches Schaffen umfasst mehr als 180 Kino- und TV-Produktionen.
Besonders häufig wurde Pine in zwielichtigen Rollen eingesetzt, unter anderem spielte er Gangster in einigen Film noirs oder später auch Schurken in diversen Fernsehserien. Eine seiner größten Filmrollen, und wiederum eine Gangsterrolle, hatte er 1958 in dem vielbeachteten Low-Budget-Thriller Der Tod kommt auf leisen Sohlen. In der Star-Trek-Episode Seit es Menschen gibt verkörperte er 1969 den genozidalen Kriegsherren Colonel Green. Daneben spielte er insbesondere in späteren Jahren häufiger ernsthaft wirkende Autoritätspersonen wie Juristen, Ärzte oder Offiziere.
In den 1970er-Jahren schrieb und inszenierte Pine als Filmemacher drei B-Filme, die damals gewagte Themen wie die offene Auslebung der Sexualität oder den Drogenkonsum aufgriffen. Die Filme erreichten allerdings kein breites Publikum. Um 1990 zog sich Pine weitgehend von der Schauspielerei zurück, spielte aber nochmals in dem Kurzfilm Creep von 2005. Eine Verwandtschaft zu den Schauspielern Robert Pine und Chris Pine besteht, trotz mancher Falschangabe, nicht. Phillip Pine starb 86-jährig im Dezember 2006 in Las Vegas. Mit seiner Ehefrau Madelyn war er von 1939 bis zu seinem Tod verheiratet, sie hatten ein Kind.

## Filmografie (Auswahl)

### Kino (Auswahl)
- 1945: The Sailor Takes a Wife
- 1948: Straße ohne Namen (The Street with No Name)
- 1949: Ich erschoß Jesse James (I Shot Jesse James)
- 1949: Ring frei für Stoker Thompson (The Set-Up)
- 1949: Rotes Licht (Red Light)
- 1949: Kesselschlacht (Battleground)
- 1949: Opfer der Unterwelt (D.O.A.)
- 1949: Angst vor der Schande (My Foolish Heart)
- 1950: Der Rebell (The Flame and the Arrow)
- 1951: Die Mündung vor Augen (Under the Gun)
- 1951: Höllenreiter der Nacht (The Wild Blue Yonder)
- 1952: Mördersyndikat San Francisco (Hoodlum Empire)
- 1954: Schwarzer Freitag (Black Tuesday)
- 1955: The Phantom from 10,000 Leagues
- 1956: Schonungslos (The Price of Fear)
- 1957: Tag ohne Ende (Men in War)
- 1958: Das rote Telefon… Alarm! (The Lost Missile)
- 1958: Der Tod kommt auf leisen Sohlen (Murder by Contract)
- 1959: Der Fischer von Galiläa (The Big Fisherman)
- 1965: Das teuflische Spiel (Brainstorm)
- 1966: Immer wenn er Dollars roch (Dead Heat on a Merry-Go-Round)
- 1968: Project X
- 1969: Jerry, der Herzpatient (Hook, Line & Sinker)
- 1988: Run If You Can! …oder Du bist das nächste Opfer (Run If You Can)
- 2005: Creep (Kurzfilm)

### Fernsehserien (Auswahl)
- 1952: Superman – Retter in der Not (Adventures of Superman, 2 Folgen)
- 1955–1958: Wyatt Earp greift ein (The Life and Legend of Wyatt Earp, 3 Folgen)
- 1957: Rauchende Colts (Gunsmoke, Folge 2x33)
- 1957: Abenteuer im wilden Westen (Zane Grey Theater, Folge 2x07)
- 1957–1958: The Jane Wyman Show (4 Folgen)
- 1957–1958: The Silent Service (Fernsehserie, 2 Folgen)
- 1958: Alfred Hitchcock präsentiert (Alfred Hitchcock Presents, Folge 3x36)
- 1958/1959: Peter Gunn (2 Folgen)
- 1959: Richard Diamond, Privatdetektiv (Richard Diamond, Private Detective, Folge 3x09)
- 1959: Have Gun – Will Travel (Folge 2x39)
- 1959: Josh (Wanted: Dead or Alive, Folge 2x04)
- 1959: Tausend Meilen Staub (Rawhide, Folge 2x03 Das spanische Fieber)
- 1959: Johnny Ringo (Folge 1x07)
- 1959–1963: Die Unbestechlichen (The Untouchables, 5 Folgen)
- 1960: Am Fuß der blauen Berge (Laramie, Folge 1x18)
- 1960: Der zweite Mann (The Deputy, Folge 1x20)
- 1960/1963: Twilight Zone (The Twilight Zone, Fernsehserie, 2 Folgen)
- 1962: Hawaiian Eye (Folge 3x35)
- 1963: The Outer Limits (Folge 1x02)
- 1963: 77 Sunset Strip (Folge 6x08)
- 1963/1966: Bonanza (2 Folgen)
- 1964: Perry Mason (Folge 7x13 Der Fall mit der ergebenen Ehefrau)
- 1964: Meine drei Söhne (My Three Sons, Folge 4x34)
- 1965: Die Seaview – In geheimer Mission (Voyage to the Bottom of the Sea, Folge 2x03)
- 1965: Verrückter wilder Westen (The Wild Wild West, Folge 1x07)
- 1965: Mini-Max (Get Smart, Folge 1x08)
- 1965: The Dick Van Dyke Show (Folge 5x13)
- 1965–1966: Auf der Flucht (The Fugitive, 3 Folgen)
- 1966: Im Wilden Westen (Death Valley Days, 2 Folgen)
- 1967: Invasion von der Wega (The Invaders, Folge 1x04)
- 1967: Die Leute von der Shiloh Ranch (The Virginian, Folge 5x26)
- 1967–1974: Mannix (4 Folgen)
- 1968: Lassie (Folge 15x05 Der Jäger)
- 1968: Kobra, übernehmen Sie (Mission: Impossible, Folge 3x10)
- 1968–1971: Hawaii Fünf-Null (Hawaii Five-O, 3 Folgen)
- 1968–1974: Der Chef (Ironside, 4 Folgen)
- 1969: Die Spur des Jim Sonnett (The Guns of Will Sonnett, Folge 2x20)
- 1969: Raumschiff Enterprise (Star Trek, Folge 3x22 Seit es Menschen gibt)
- 1969: The Name of the Game (Folge 1x25)
- 1969: Adam-12 (Folge 2x09)
- 1971: The Bold Ones: The New Doctors (Folge 2x07)
- 1972–1977: Die Straßen von San Francisco (The Streets of San Francisco, 4 Folgen)
- 1973: Wie ein Leben in der Hölle (The Invasion of Carol Enders, Fernsehfilm)
- 1973–1974: Notruf California (Emergency!, 2 Folgen)
- 1973–1980: Barnaby Jones (5 Folgen)
- 1974: Banacek (Folge 2x08)
- 1974: Harry O (Folge 1x04)
- 1974/1976: Make-up und Pistolen (Police Woman, 2 Folgen)
- 1974–1976: Police Story (6 Folgen)
- 1975: Cannon (Folge 5x12)
- 1975–1976: Bumpers Revier (The Blue Knight, 3 Folgen)
- 1976: Die Küste der Ganoven (Barbary Coast, Folge 1x12)
- 1976: Petrocelli (Folge 2x15)
- 1976: California Cops – Neu im Einsatz (The Rookies, Folge 4x22)
- 1976: Die knallharten Fünf (S.W.A.T., Folge 2x24)
- 1976: Baretta (Folge 3x07)
- 1977: Kojak – Einsatz in Manhattan (Kojak, Folge 5x04)
- 1977–1981: Lou Grant (3 Folgen)
- 1978: CHiPs (Folge 1x21)
- 1978: Happy Days (Folge 6x10 Fonzie vs. Eisenhand)
- 1978–1982: Quincy (Quincy, M.E., 3 Folgen)
- 1980: Unsere kleine Farm (Little House on the Prairie, Folge 6x15)
- 1984: Polizeirevier Hill Street (Hill Street Blues, Folge 5x06)
- 1985: Matt Houston (Folge 3x21)
- 1985: California Clan (Santa Barbara, 2 Folgen)
- 1990: D.E.A. – Krieg den Drogen (D.E.A., Folge 1x04)

### Als Filmemacher (komplett)
- 1970: Report der Erotik (Don't Just Lay There) – Regie und Drehbuch
- 1972: The Cat Ate the Parakeet – Regie, Drehbuch und Schauspiel
- 1975: Posse from Heaven – Regie und Drehbuch
- 1982: Dark Sanity – Drehbuch